# 500 miles d'Indianapolis 1919
Les 500 miles d'Indianapolis 1919, courus sur l'Indianapolis Motor Speedway et organisés le 31 mai 1919, ont été remportés par le pilote américain Howdy Wilcox sur une Peugeot.

## Grille de départ
| Ligne | Intérieur        | Intérieur centre | Extérieur centre    | Extérieur        |
| 1     | René Thomas      | Howdy Wilcox     | Albert Guyot        | Ralph DePalma    |
| 2     | Eddie O'Donnell  | Paul Bablot      | Art Klein           | Eddie Hearne     |
| 3     | Earl Cooper      | Ira Vail         | Charles Kirkpatrick | Louis Chevrolet  |
| 4     | Louis Wagner     | Joe Boyer        | Ralph Mulford       | Gaston Chevrolet |
| 5     | W. W. Brown      | Arthur Thurman   | Roscoe Sarles       | Cliff Durant     |
| 6     | Ray Howard       | Jules Goux       | Wilbur D'Alene      | Kurt Hitke       |
| 7     | Louis LeCocq     | Ora Haibe        | Denny Hickey        | Tom Alley        |
| 8     | Elmer T. Shannon | Omat Toft        | Tommy Milton        | André Boillot    |
| 9     | J. J. McCoy      |                  |                     |                  |

La pole fut réalisée par René Thomas à la moyenne de 168,5 km/h.

## Classement final

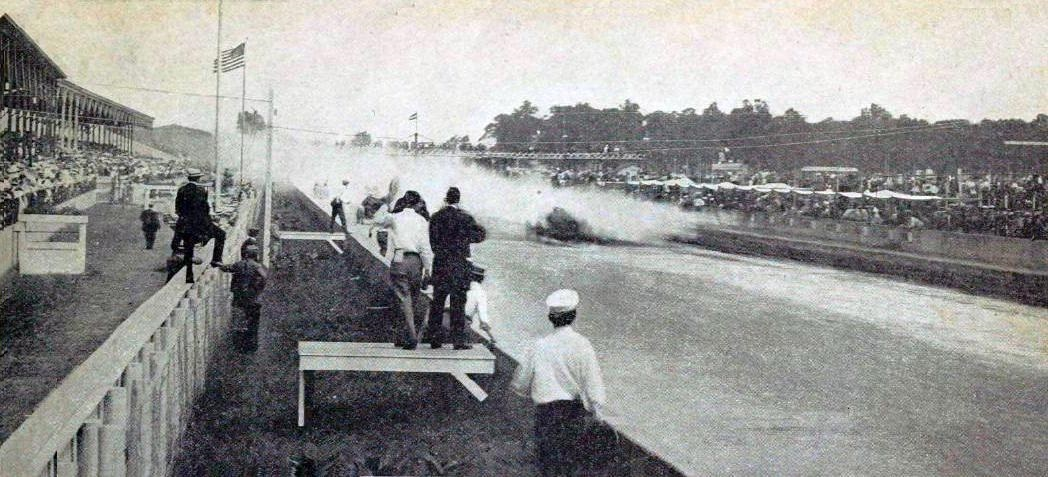
Grand Prix d'Indanapolis 1919.

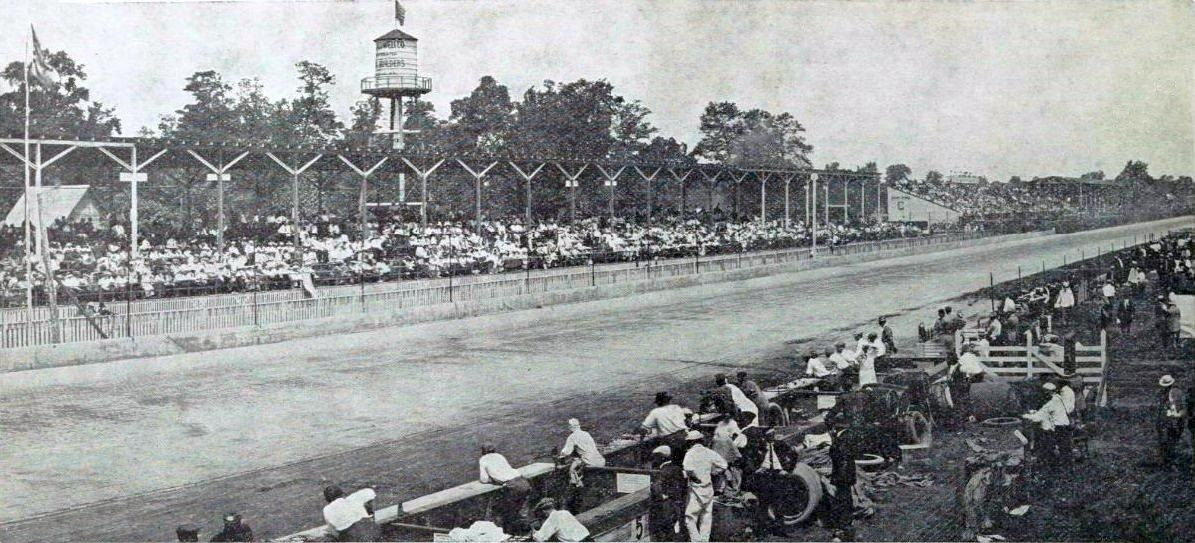
Sous un autre angle.

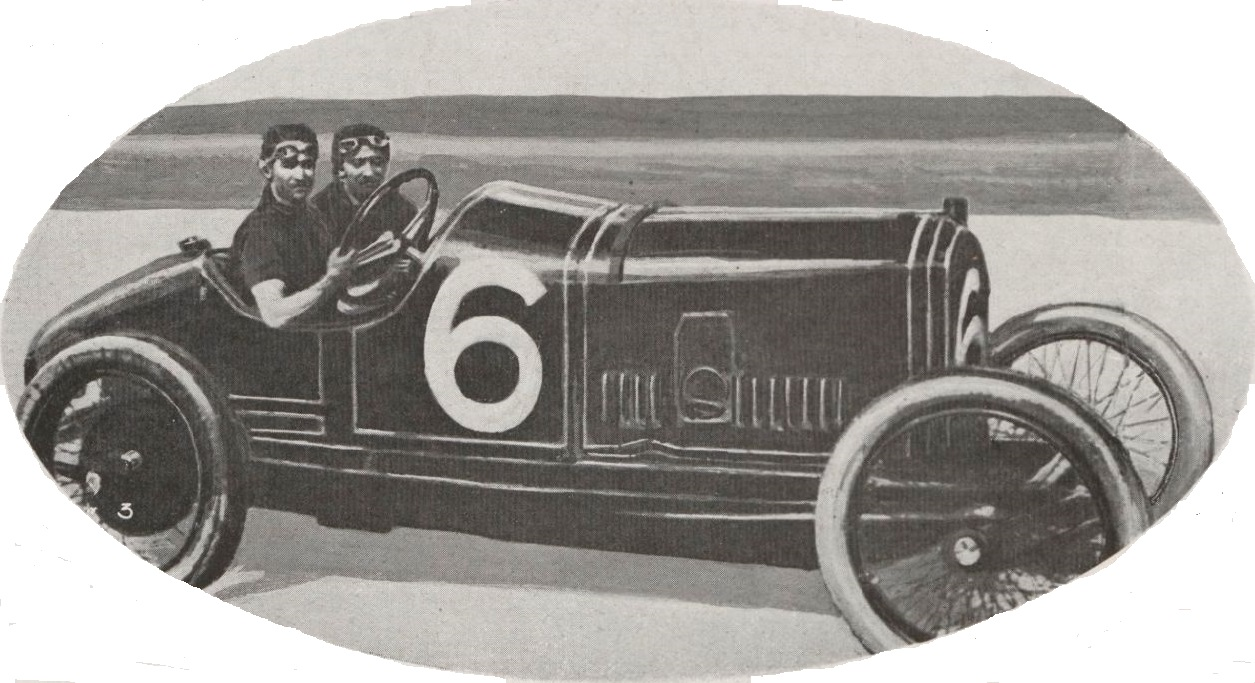
Jules Goux, troisième de l'édition, sur la Peugeot 4.5L n°6.

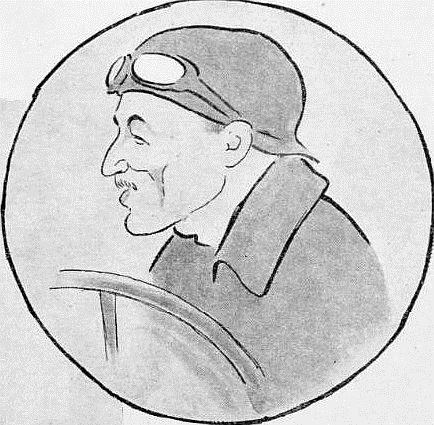
Caricature de Goux, après l'épreuve.

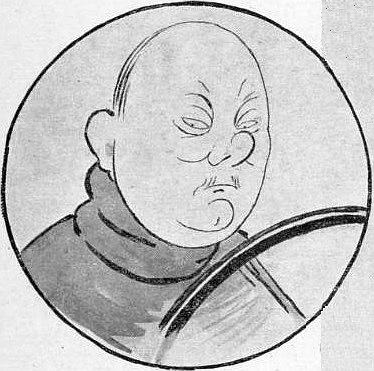
Caricature de René Thomas, insatisfait de son résultat.

| no | Pilote              | Voiture            | Tours | Temps/Abandon    |
| 1  | Howdy Wilcox        | Peugeot            | 200   | 5 h 42 min 57 s  |
| 2  | Eddie Hearne        | Stutz              | 200   |                  |
| 3  | Jules Goux          | Peugeot            | 200   |                  |
| 4  | Albert Guyot        | Ballot             | 200   |                  |
| 5  | Tom Alley           | Bender             | 200   |                  |
| 6  | Ralph DePalma       | Packard            | 200   |                  |
| 7  | Louis Chevrolet     | Frontenac          | 200   |                  |
| 8  | Ira Vail            | Hudson             | 200   |                  |
| 9  | Denny Hickey        | Hoskins-Hudson     | 200   |                  |
| 10 | Gaston Chevrolet    | Frontenac          | 200   |                  |
| 11 | René Thomas         | Ballot             | 200   |                  |
| 12 | Earl Cooper         | Stutz              | 200   |                  |
| 13 | Elmer T. Shannon    | Shannon-Duesenberg | 200   |                  |
| 14 | Ora Haibe           | Hudson             | 200   |                  |
| 15 | André Boillot       | Peugeot            | 195   | accident         |
| 16 | Ray Howard          | Peugeot            | 130   | pression d'huile |
| 17 | Wilbur D'Alene      | Duesenberg         | 120   | mécanique        |
| 18 | Louis LeCocq        | Duesenberg         | 96    | accident mortel  |
| 19 | Art Klein           | Peugeot            | 70    | fuite d'huile    |
| 20 | Charles Kirkpatrick | Mercedes           | 69    | mécanique        |
| 21 | Paul Bablot         | Ballot             | 63    | accident         |
| 22 | Eddie O'Donnell     | Duesenberg         | 60    | moteur           |
| 23 | Kurt Hitke          | Duesenberg         | 56    | mécanique        |
| 24 | Cliff Durant        | Stutz              | 54    | direction        |
| 25 | Tommy Milton        | Duesenberg         | 50    | mécanique        |
| 26 | Louis Wagner        | Ballot             | 44    | roue cassée      |
| 27 | Arthur Thurman      | Duesenberg         | 44    | accident mortel  |
| 28 | Omar Toft           | Miller             | 44    | mécanique        |
| 29 | Ralph Mulford       | Frontenac          | 37    | mécanique        |
| 30 | J. J. McCoy         | McCoy              | 36    | fuite d'huile    |
| 31 | Joe Boyer           | Frontenac          | 30    | mécanique        |
| 32 | W. W. Brown         | Brown-Hudson Brett | 14    | mécanique        |
| 33 | Roscoe Sarles       | Miller             | 8     | mécanique        |